# Мартынов, Иван Гаврилович
Иван Гаврилович Мартынов (13(25) марта 1840, Санкт-Петербург — 17(29) января 1889, там же) — русский книготорговец, издатель, антиквар.

## Биография
Сын купца. Его младший брат Николай Мартынов (1843—1915) также занимался книготорговлей и издательством.
Знал иностранные языки, владел основами библиографии.
И. Мартынов в 1874 году открыл на Литейном проспекте в Петербурге первый в России специализированный магазин под вывеской «Антикварная книжная торговля» и первым в России присвоил себе звание «антиквара».
В 1883—1888 годах издал 8 каталогов редких изданий, где описал и оценил 9000 книг, в основном. XVIII века по истории Москвы и др.
В его каталогах имелся раздел утерянных раритетов «Dessiderata» (лат. Желаемое), где перечислялись книги, разыскиваемые букинистами и библиофилами.
Вместе с тем И. Г. Мартынов ориентировался, главным образом, на запросы состоятельных клиентов, и современники жаловались на высокие цены в его магазине.